# Anopsicus panama
Anopsicus panama is een spinnensoort uit de familie trilspinnen (Pholcidae). De soort komt voor in Panama.